# 卢克索秘藏

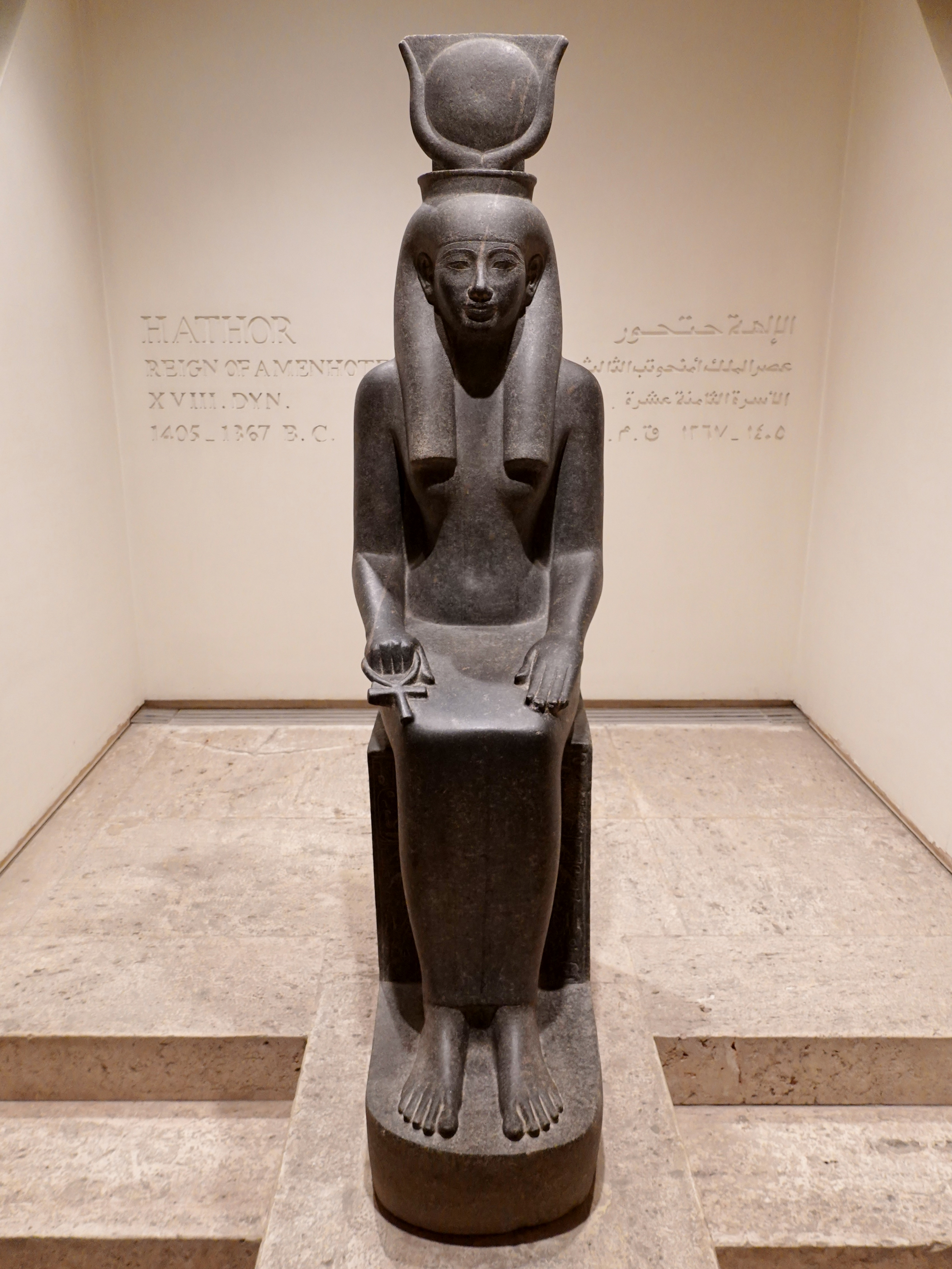
哈索尔坐像

卢克索秘藏是1989年出土的一组古埃及雕像的统称，它们是在位于卢克索的第18王朝法老阿蒙霍特普三世神殿中的太阳圣殿下方发现的。

## 部分雕像信息
- 图特摩斯三世狮身人面像，雪花石膏，高1.095米
- 阿蒙霍特普三世站像，红色石英岩， 高2.49米
- 女神Iunyt坐像，灰色花岗岩，高1.45米
- 图坦卡蒙狮身人面像，雪花石膏，高0.56米
- 哈伦海布跪像，闪长岩，高1.91米
- 阿蒙神像，灰色花岗岩，高1.52米
- 阿蒙神像，灰色花岗岩，高1米
- 女神塔沃里特像 ，砂岩，高0.61米

## 历史
1989年，在穆罕默德·萨吉尔(Mahammed el-Saghir)的带领下，发掘工作正式启动，并由卢克索古物管理局负责日常维护。据信，罗马人曾经将该地区修建为一处军营，卢克索秘藏的雕像们便是在那时被掩埋的。 最初的五尊雕像是在一处小石头覆盖层下方三英尺深的地方发现的。最终，人们一共发现了26尊雕像，其中一些在被掩埋前便已经受损。

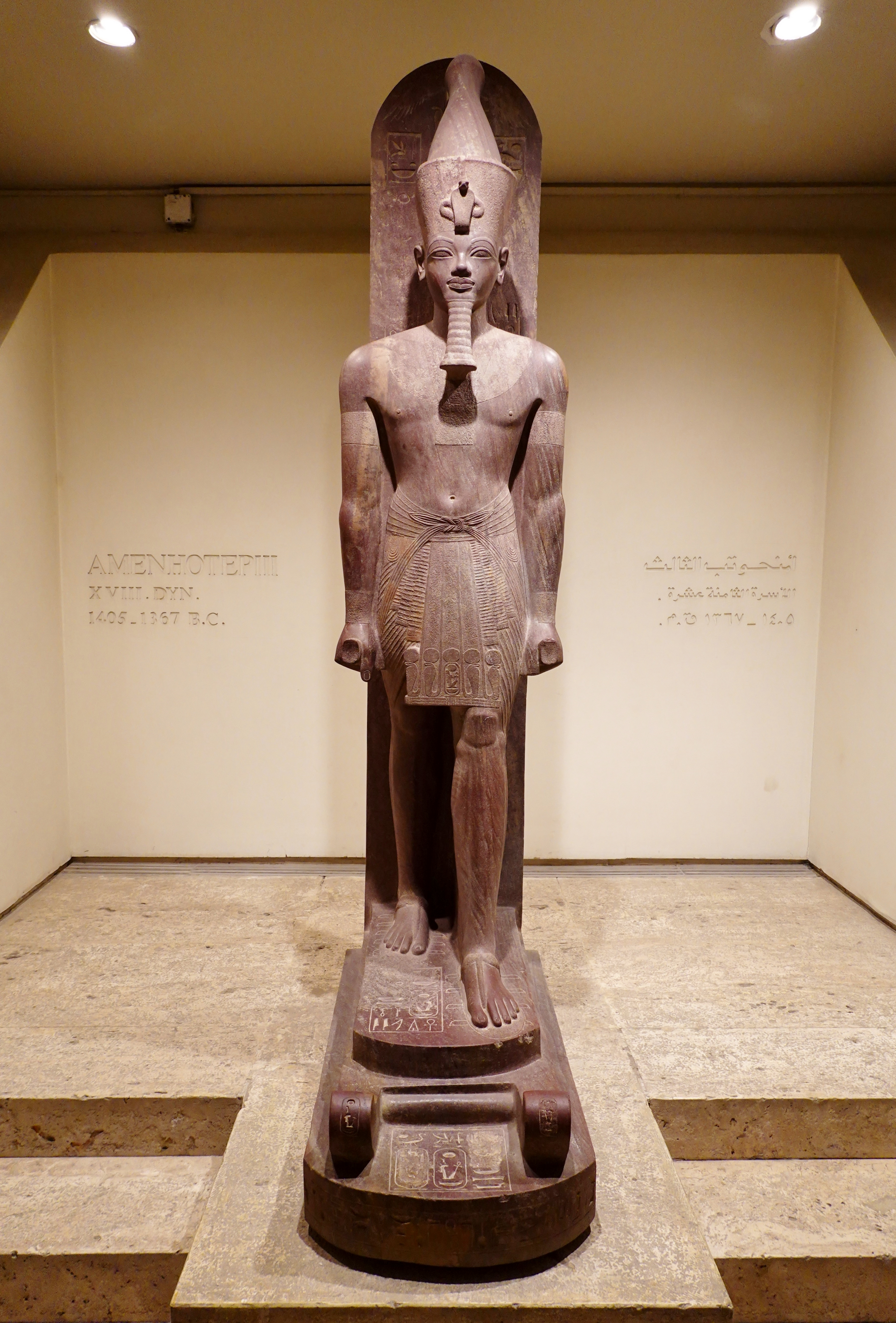
阿蒙霍特普三世站像
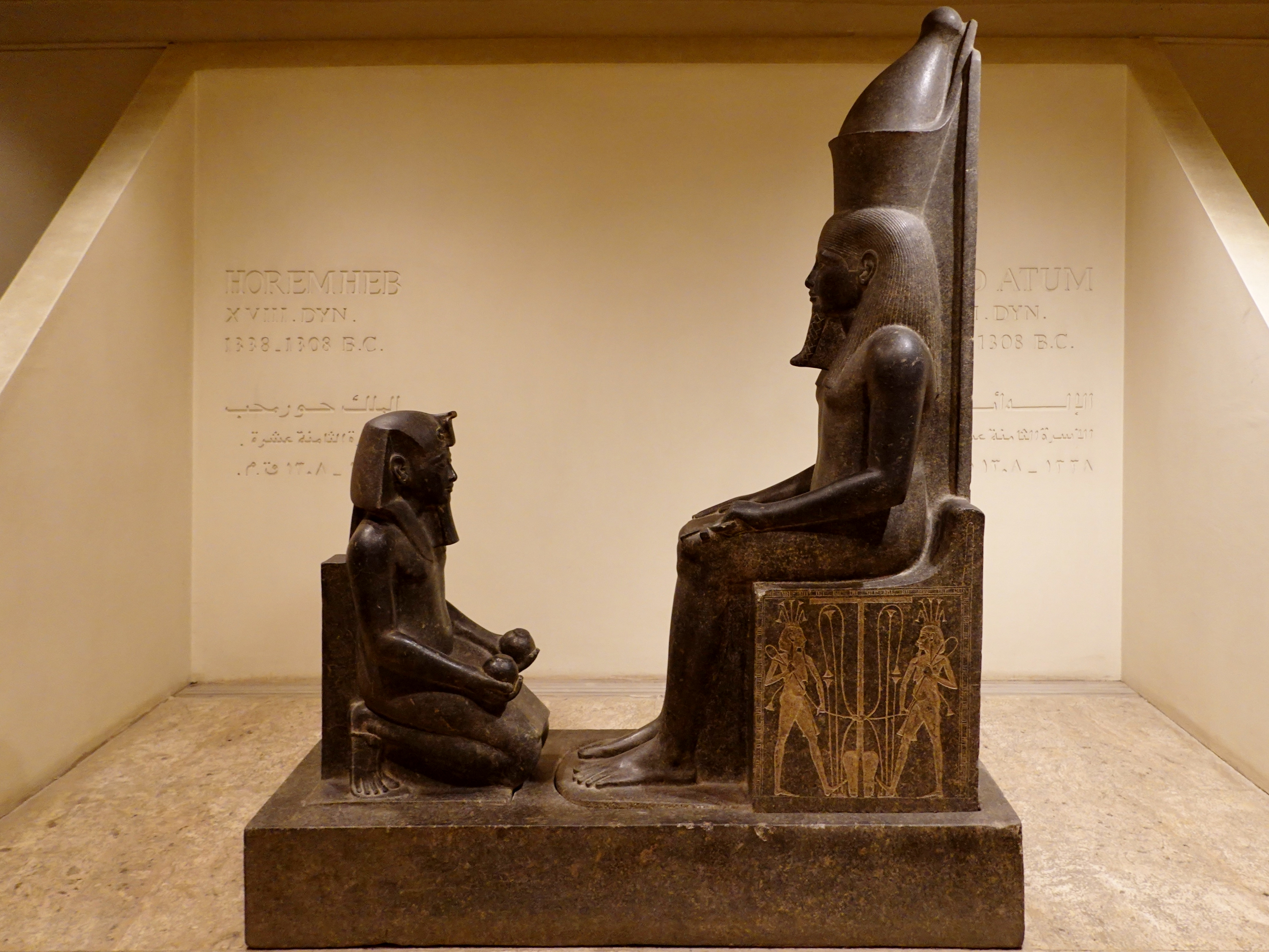
哈伦海布跪像